# Monts Keïvy
Les monts Keïvi (en russe : Кейвы возвышенность, Keïvi vozvychennost, en finnois : kivi) sont une chaîne de montagnes qui s'étend dans l'oblast de Mourmansk, en Russie lapone. Le point culminant s'élève à 397 mètres d'altitude, et cette chaîne est longue de 200 km du nord-ouest au sud-est, du lac Iefim au village de Kanevka.